# Jonna Järnefelt
Irja Johanna (Jonna) Järnefelt (née le 3 octobre 1964 à Espoo) est une actrice finlandaise.

## Biographie
Jonna Järnefelt nait le 3 octobre 1964 à Espoo.
Jonna Järnefelt entre à l'École supérieure de théâtre d'Helsinki juste après le lycée en 1983. Elle y commence à étudier la danse.
Selon ses propres mots, une carrière de danseuse professionnelle s'est avérée trop exigeante, tant physiquement que mentalement. Elle changera pour une carrière d'actrice. Elle est diplômée de l'Académie de théâtre en 1988, après quoi elle travaille au Lilla Teatern.

## Filmographie
Les films où Jonna Järnefelt à joué sont,,:
| Année | Nom                              | Rôle                                  |
| ----- | -------------------------------- | ------------------------------------- |
| 1989  | Kotia päin                       | Ulla                                  |
| 1991  | Kuolleita unelmia                | Siru                                  |
| 1994  | Valekuvia                        | Marie                                 |
| 1995  | Kasvoton mies                    | pankkivirkailija, panttivanki autossa |
| 2000  | Hylätyt talot, autiot pihat      | Martta Elina Heikkilä                 |
| 2000  | Lomalla                          | Jennyn äiti                           |
| 2003  | Pahat pojat                      | sosiaalityöntekijä                    |
| 2004  | Gourmet Club                     | rouva Lammi                           |
| 2004  | Pelikaanimies                    | talonrouva                            |
| 2007  | Georg Ots – rakkaani             | kulttuuritalon johtaja                |
| 2009  | Täällä Pohjantähden alla         | Ellen Salpakari                       |
| 2010  | Täällä Pohjantähden alla II      | Ellen Salpakari                       |
| 2012  | Johan Falk: Organisaatio Karayan | Kaie Saar                             |
| 2013  | Tumman veden päällä              | opettaja                              |
| 2015  | Toiset tytöt                     | Hanna                                 |
| 2017  | Ikitie                           | Ella                                  |
| 2018  | Olavi Virta                      | Olavi Virran äiti                     |
| 2021  | Syke-elokuva: Hätätila           | Kertun äiti                           |
| 2021  | Rikinkeltainen taivas            | Clara Rabell                          |

## Courts métrages
| Année | Nom                                        | Rôle            |
| ----- | ------------------------------------------ | --------------- |
| 1986  | Muuan yö                                   | NC              |
| 1990  | Flaggstolden                               | Lisa            |
| 1991  | Naisen syy                                 | NC              |
| 1992  | Lonely Planet                              | Sofia, opettaja |
| 1994  | Jos panisit hevoset hyppimään pilttuissaan | Ida Aalberg     |
| 2008  | Älä unta nää                               | Annukka         |
| 2015  | Talvisydän                                 | NC              |
| 2016  | Sosiaalinen yhteys                         | NC              |

## Télévision
| Année     | Nom                              | Rôle                 |
| --------- | -------------------------------- | -------------------- |
| 1993      | Tuntemattomalle jumalalle        | Irene Brander        |
| 1994      | Varokaa putoavia esineitä        | Hanna Hallanheimo    |
| 1994      | Småstadberättelser               | Katarina             |
| 1996      | Maigret                          | Anita Kari           |
| 1997      | Kotikatu                         | Leena Takala         |
| 1998      | Vägsjälar                        | NC                   |
| 1999–2004 | Muodollisesti pätevä             | useita               |
| 2000      | Mustan kissan kuja               | Sari Koponen         |
| 2002      | Jurismia!                        | Kerstin von Levander |
| 2002      | Kylmäverisesti sinun             | Virpi Räätäli        |
| 2003      | Operaatio Stella Polaris         | Pia Bergman          |
| 2008      | Suojelijat                       | Hate                 |
| 2009      | Helppo elämä                     | Piia Ekström         |
| 2014      | Klikkaa mua                      | Taina                |
| 2014      | Kiiltokuvia                      | Lili Salokannel      |
| 2014      | Vettä sakeampaa                  | Beatrice Norling     |
| 2016–2018 | Ex-onnelliset                    | Piritta Väinölä      |
| 2017–2018 | Kolmistaan                       | Jaana                |
| 2018      | Deadwind                         | Linda Hoikkala       |
| 2018      | Kummeli esittää: Kontio & Parmas | Cecilia Linnanheimo  |
| 2019      | Suden hetki                      | Barbara              |
| 2019–2021 | Nyrkki                           | Lisa Salmén          |
| 2021      | Lovi                             | Louhi                |

## Théâtre

### Théâtre municipal d'Helsinki
Pièces au Théâtre municipal d'Helsinki:
| Année | Nom                           | Rôle              |
| ----- | ----------------------------- | ----------------- |
| 2004  | Ateljee                       | Simone            |
| 2004  | Liliom                        | Juli              |
| 2005  | Lillans lillajulskabaré       | esiintyjä         |
| 2006  | Grönholms metod               | Mercé Degás       |
| 2006  | Pudotuspeli                   | Mercé Degás       |
| 2006  | Kohtauksia eräästä avioerosta | Tina Moss         |
| 2007  | Svartsjuka                    | Yana              |
| 2008  | Ivanov                        | Anna Petrovna     |
| 2008  | Kiertopalkinto                | Yana              |
| 2009  | Kielletyt laulut              | esiintyjä         |
| 2009  | Hemmafesten                   | Patricia          |
| 2010  | Viimeinen valssi              | Kristiina         |
| 2010  | Vaimoni on toista maata       | Veera             |
| 2010  | Next to Normal                | Diana             |
| 2012  | Va va de ja sa!               | esiintyjä         |
| 2012  | Carnage                       | Veronika Huttunen |
| 2013  | Bara för dej                  | NC                |
| 2014  | Otetaas toiset!               | Laura Bartlett    |
| 2015  | Billy Elliot                  | NC                |
| 2017  | Tenorit liemessä              | Tatjana Racón     |
| 2018  | Älä pukeudu päivälliselle     | Linda             |
| 2019  | Äktenskapsgrejen              | NC                |

### Autres théâtres
| Théâtre                      | Année | Nom                          |
| ---------------------------- | ----- | ---------------------------- |
| Lilla Teatern                | 1988  | Sällsamma berättelser        |
| Teatteri Raivoisat Ruusut    | 1999  | Medeia                       |
| Théâtre national de Finlande | 2016  | Kaksi matkaa Israeliin       |
| Théâtre suédois              | 2016  | Ahlsång med Bebbe och vänner |
| Teatteri Avoimet Ovet        | 2016  | Lähikuvassa-klubi            |
| Théâtre suédois de Turku     | 2020  | Kärleksbrev                  |
| Viirus                       | 2020  | Hamlet All Inclusive         |